# Samu Pecz

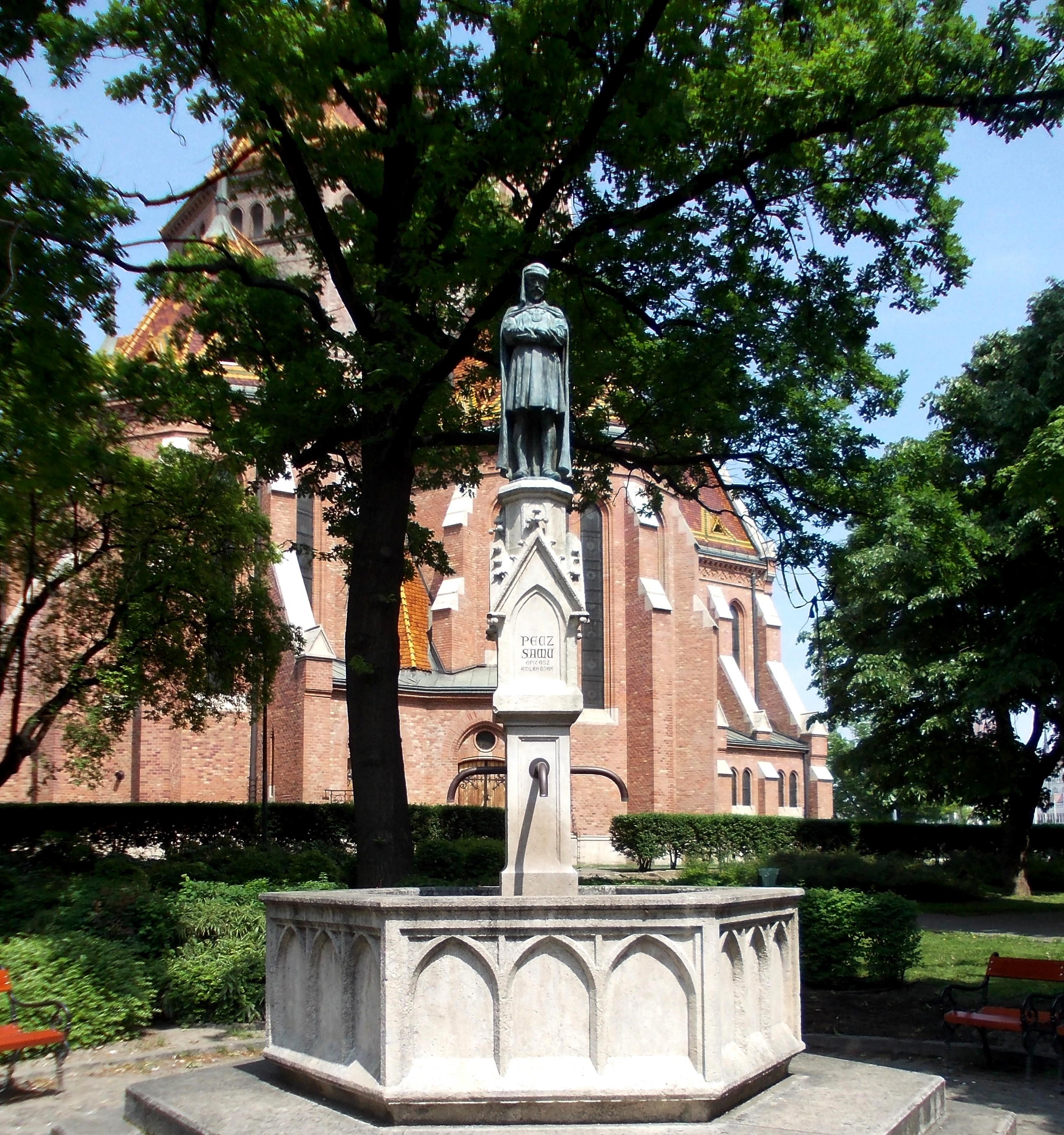
Monumento di Samu Pecz a Budapest

Pecz Samu (Pest, 1º marzo 1854 – Budapest, 1º settembre 1922) è stato un architetto ungherese.

## Carriera
Nacque da una famiglia di origine sveve del Danubio con il cognome Petz. In Ungheria frequenta diverse università, dopo l'università di Stoccarda, per poi iscriversi all'Accademia di belle arti di Vienna dell'architetto danese Theophil Hansen, progettista del Parlamento di Vienna, del Musikverein e della Borsa.

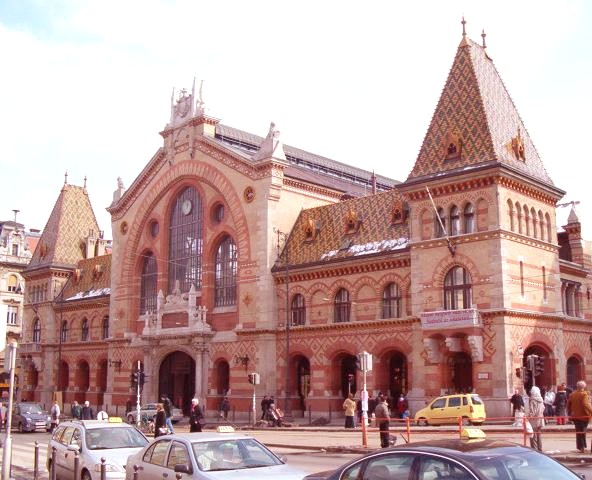
Mercato centrale

Dopo il suo ritorno a Budapest lavorò a Buda, con l'architetto ungherese, Frigyes Schulek al progetto della Chiesa di Mattia e poi passare nell'ufficio dell'architetto Alajos Hauszmann. Durante questo periodo si era perfezionato nello stile gotico, in particolare nella progettazione delle chiese. In seguito ha lavorato all'attuale Università di Tecnologia e di Economia di Budapest collaborando con gli architetti, Schulek ed Imre Steindl, il quale nel 1887, divenne suo conferenziere. A 34 anni, diventa decano della facoltà d'architettura, carica che esercitò fino al decesso. Ha progettato numerosi edifici della tradizione storica, i quali spesso abbelliti con piastrelle Zsolnay.

### Opere principali

#### Campagna
- Dévaványa: Chiesa calvinista
- Debrecen: Chiesa calvinista in via Kossuth
- Nagyvárad (oggi Oradea, Romania): Chiesa luterana
- Kolozsvár (oggi Cluj-Napoca, Romania): palazzo Széky

#### Budapest
- Distretto V: Chiesa unitaria e appartamenti in via Nagy Ignác
- Distretto IX: Mercato centrale in piazza Fővám
- Distretto I: Archivio nazionale ungherese nel castello di Buda
- Distretto I: Chiesa calvinista di Buda
- Distretto VII: Chiesa e liceo luterano in Fasor
- Distretto XI: Biblioteca dell'Università di tecnica in via Budafoki
- Distretto VIII: "Gólyavár" in corso Múzeum
- Distretto IX: Casa d'affitto in piazza Nagyvárad

## Opere
(HU) 
- A proposito degli edifici dell'antica grecia in pietra. (A görög kőszerkezetek ismertetése) (Budapest, 1886)
- Lo sviluppo della prima architettura cristiana (Az ókeresztény templom-építészet fejlődése (Budapest, 1886)
- Sulle costruzioni di templi protestanti (A protestáns templomok építéséről) (Budapest, 1888)